# Lam Qua
Lam Qua (en chino, 林官; Yale cantonés, Lam Kwan; 1801-1860), o Kwan Kiu Cheong (關喬昌關喬昌), fue un pintor cantonés que trabajó durante la dinastía Qing de China, y que se especializó en retratos de estilo occidental destinados principalmente a clientes occidentales. Lam Qua fue el primer pintor de retratos chino que se exhibió en Occidente. Fue hijo (o nieto) de Guan Zuolin, y hermano de Tingqua, también pintores. Es conocido por sus retratos médicos y por sus retratos de mercaderes occidentales y chinos en Cantón y Macao. Tenía un taller en New China Street entre las Trece Fábricas en Cantón.
En la década de 1820, algunos contemporáneos dicen que Lam Qua estudió con George Chinnery, el primer pintor inglés que se estableció en China, aunque el mismo Chinnery lo negó. Lam Qua se hizo conocido y habilidoso en el estilo del retrato de Chinnery. Desarrolló un seguimiento entre la comunidad internacional y subestimó los precios de Chinnery.
De 1836 a 1855, Lam Qua produjo una serie de retratos médicos de pacientes bajo tratamiento de Peter Parker, un médico misionero de los Estados Unidos. Parker encargó a Lam Qua que pintase retratos preoperatorios de pacientes que tenían tumores grandes u otras deformidades importantes. Algunas de las pinturas son ahora parte de una colección del trabajo de Lam Qua realizado por la Universidad de Yale en la Colección Peter Parker en la Biblioteca Médica Harvey Cushing/John Hay Whitney; otros están en el Gordon Museum, Guy's Hospital, Londres.

## Galería

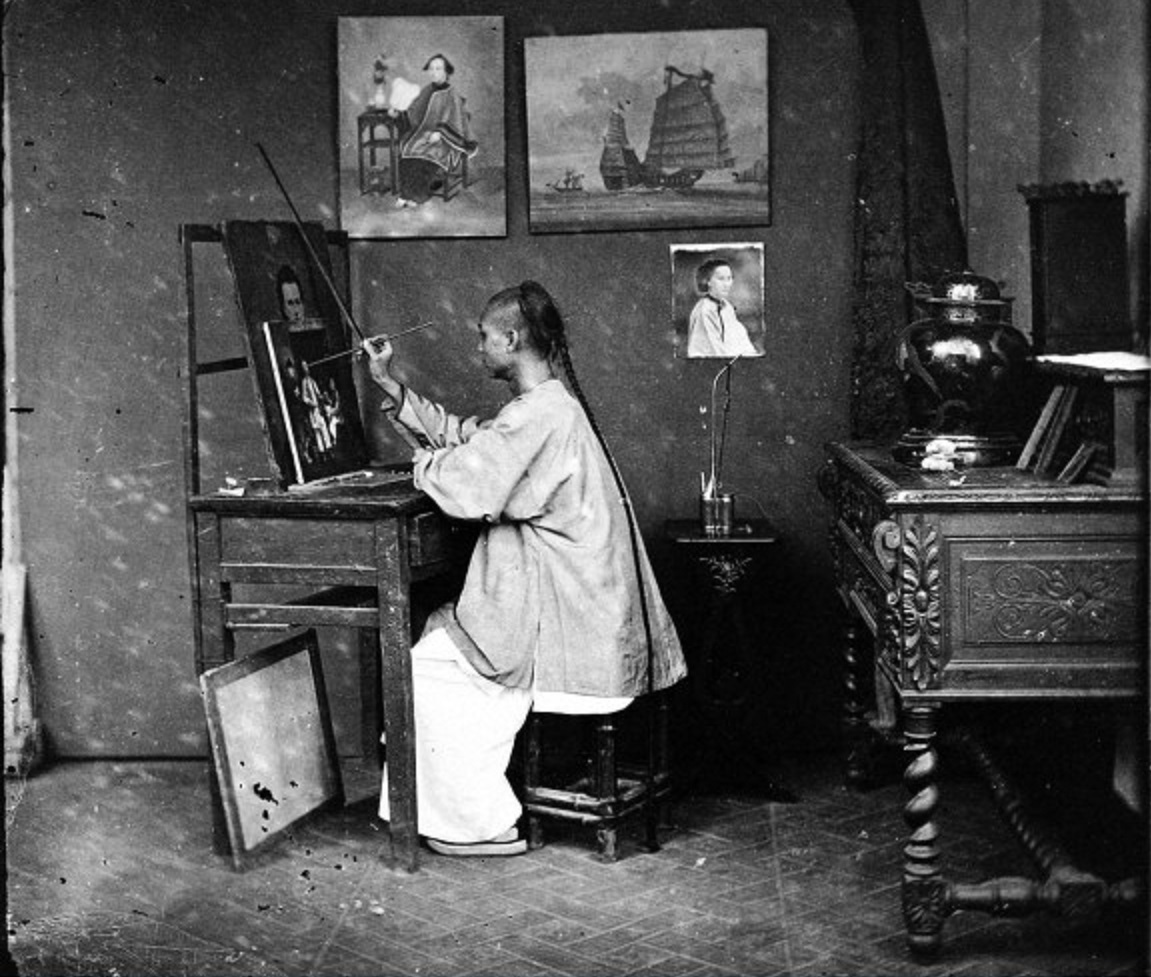
Lam Qua trabajando en su taller (c.1868)
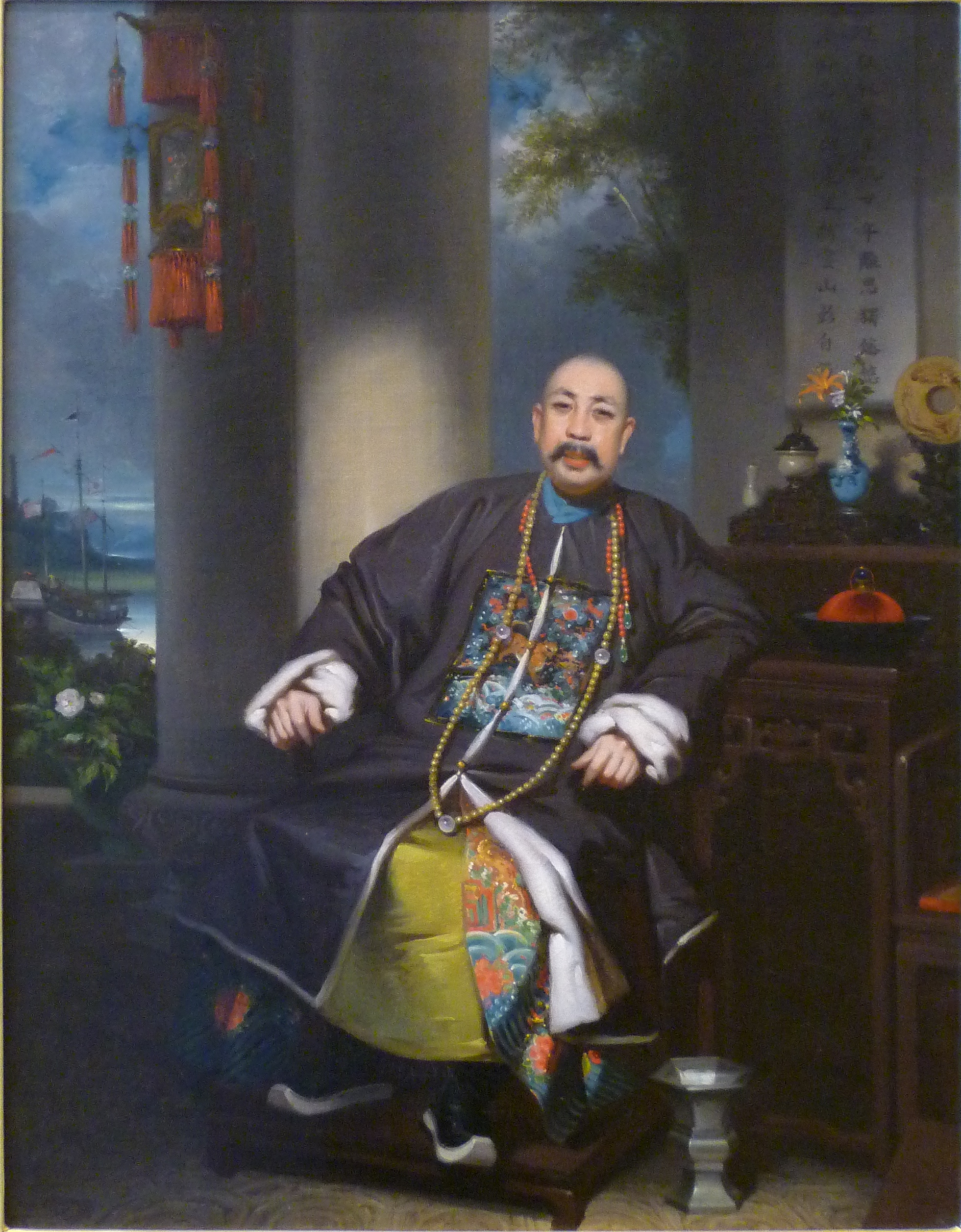
Retrato de un mercader de Hong Kong (c. 1840)
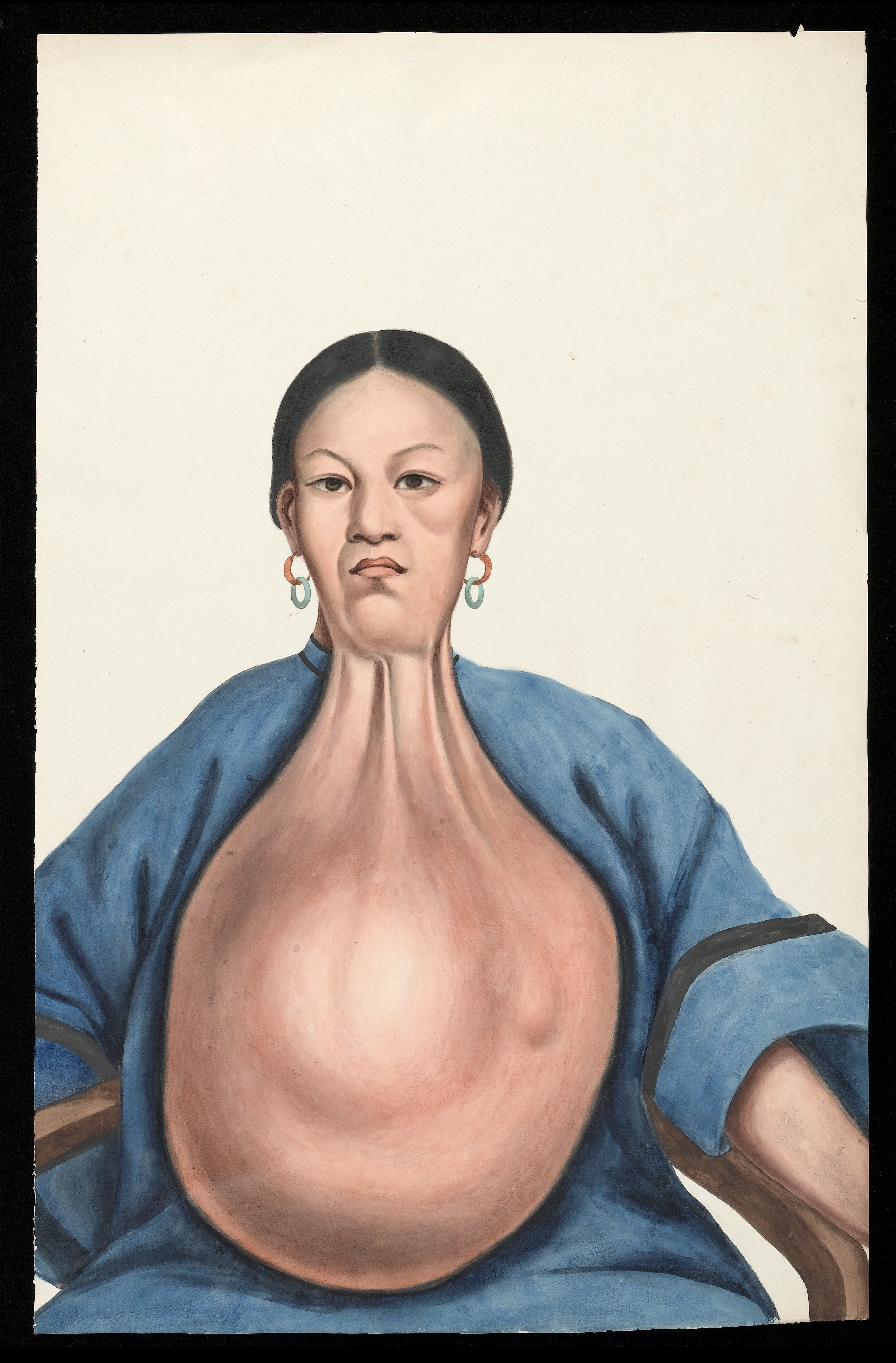
Una mujer, Yang She, de frente, con un enorme tumor colgante colgando de su cuello.
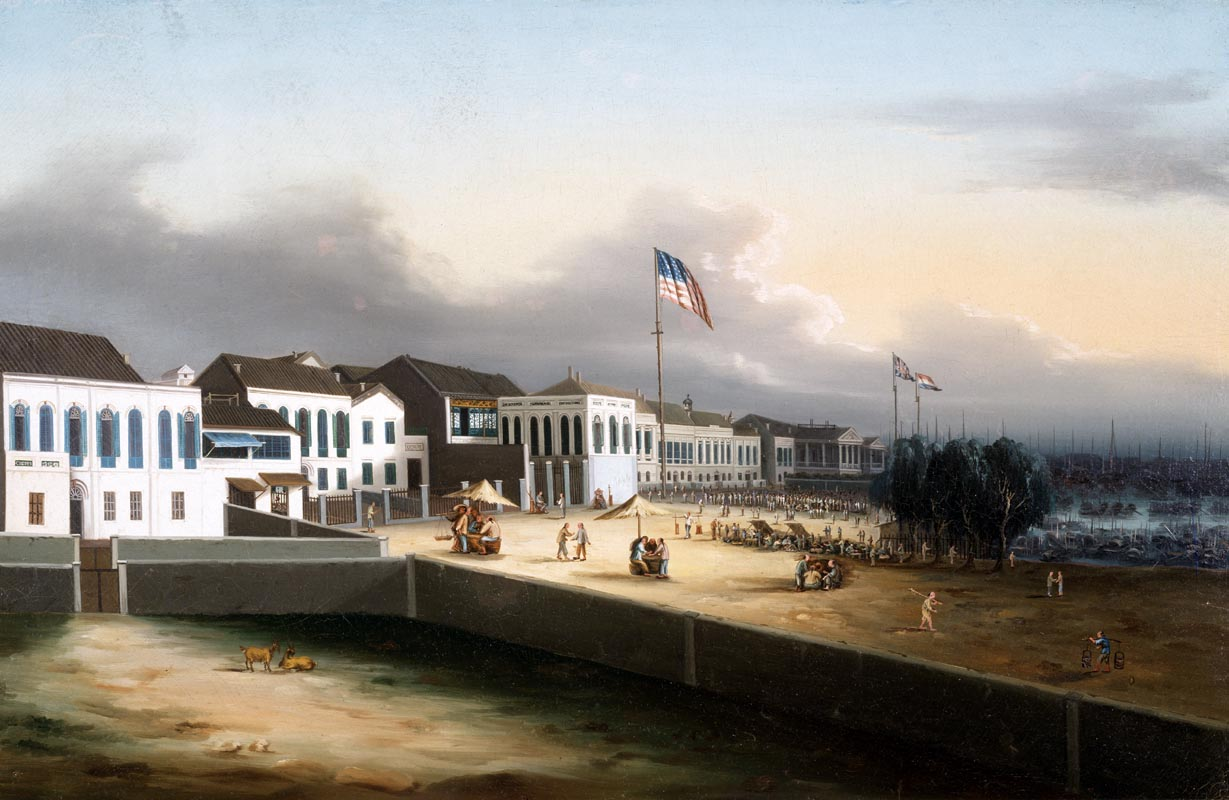
Vista de las fábricas extranjeras, Cantón, 1825-1835.